# Waikato FC
El Waikato FC és un club de futbol neozelandès de Hamilton. L'equip participa en el Campionat de Futbol de Nova Zelanda o ASB Premiership i l'estadi local és l'Estadi Porritt.

## Història

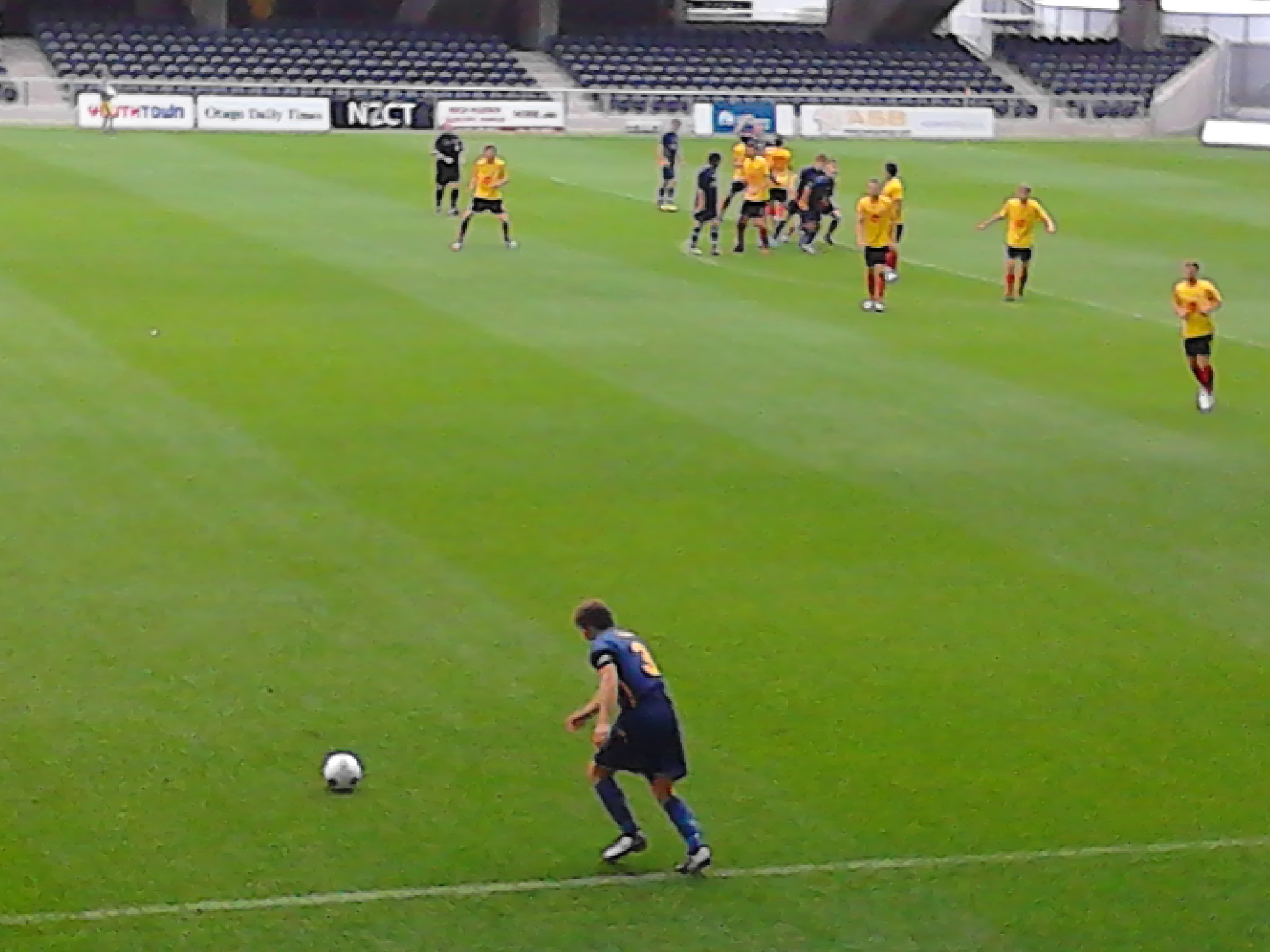
El Waikato FC (en groc) i l'Otago United jugant a l'Estadi Forsyth Barr de Dunedin en l'ASB Premiership 2011-12

El Waikato FC va ser fundat el 2004 a partir d'equips semiprofessionals de la regió de Waikato. L'equip històricament ha quedat entre les últimes posicions del Campionat de Futbol de Nova Zelanda cada temporada i mai s'ha classificat per a cap torneig internacional com ara la Lliga de Campions de l'OFC.
Posicions en el campionat des de la creació del Campionat de Futbol de Nova Zelanda:
- 2004-05: 3r.[1]
- 2005-06: 7è.[2]
- 2006-07: 7è.[3]
- 2007-08: 6è.[4]
- 2008-09: 6è.[5]
- 2009-10: 8è.[6]
- 2010-11: 6è.[7]
- 2011-12: 7è.[8]

A més, el Waikato FC va participar en la primera edició de la Copa White Ribbon. En el torneig l'equip en la fase de grups va guanyar en el seu grup amb dos partits guanyats. Després de la fase de grups es classificà per a la final que jugaria a casa contra el Team Wellington l'1 d'abril de 2012. Tot i així va perdre per un ampli marge en un partit que resultà en un 6 a 1 per al Team Wellington.

## Jugadors actuals
Plantilla confirmada com a la plantilla 2012-13.
| N. | Pos. | Nac. | Jugador             |
| -- | ---- | --- | ------------------- |
| 1  | POR  | [[Fitxer:Flag of New Zealand.svg\|23x15px\|border \|alt=Nova Zelanda\|link=Selecció de futbol de Nova Zelanda\|{{#if:\|]] | Matt Upton          |
| 3  | MIG  | [[Fitxer:Flag of New Zealand.svg\|23x15px\|border \|alt=Nova Zelanda\|link=Selecció de futbol de Nova Zelanda\|{{#if:\|]] | Harley Tahau        |
| 5  | DEF  | [[Fitxer:Flag of Chile.svg\|23x15px\|border \|alt=Xile\|link=Selecció de futbol de Xile\|{{#if:\|]]                       | Eder Franchini      |
| 6  | DEF  | [[Fitxer:Flag of New Zealand.svg\|23x15px\|border \|alt=Nova Zelanda\|link=Selecció de futbol de Nova Zelanda\|{{#if:\|]] | Sam Jasper          |
| 7  | MIG  | [[Fitxer:Flag of New Zealand.svg\|23x15px\|border \|alt=Nova Zelanda\|link=Selecció de futbol de Nova Zelanda\|{{#if:\|]] | Ryan Thomas         |
| 8  | DAV  | [[Fitxer:Flag of New Zealand.svg\|23x15px\|border \|alt=Nova Zelanda\|link=Selecció de futbol de Nova Zelanda\|{{#if:\|]] | Robert Greenhalgh   |
| 9  | DAV  | [[Fitxer:Flag of New Zealand.svg\|23x15px\|border \|alt=Nova Zelanda\|link=Selecció de futbol de Nova Zelanda\|{{#if:\|]] | Rory Turner         |
| 11 | MIG  | [[Fitxer:Flag of New Zealand.svg\|23x15px\|border \|alt=Nova Zelanda\|link=Selecció de futbol de Nova Zelanda\|{{#if:\|]] | Jack Hobson-McVeigh |
| 12 | POR  | [[Fitxer:Flag of New Zealand.svg\|23x15px\|border \|alt=Nova Zelanda\|link=Selecció de futbol de Nova Zelanda\|{{#if:\|]] | Matt Oliver         |
| 14 | DAV  | [[Fitxer:Flag of New Zealand.svg\|23x15px\|border \|alt=Nova Zelanda\|link=Selecció de futbol de Nova Zelanda\|{{#if:\|]] | Sam Margetts        |
| 16 | MIG  | [[Fitxer:Flag of New Zealand.svg\|23x15px\|border \|alt=Nova Zelanda\|link=Selecció de futbol de Nova Zelanda\|{{#if:\|]] | Elliott Collier     |
| 18 | MIG  | [[Fitxer:Flag of Chile.svg\|23x15px\|border \|alt=Xile\|link=Selecció de futbol de Xile\|{{#if:\|]]                       | Alexi Caroama       |
| 19 | DEF  | [[Fitxer:Flag of New Zealand.svg\|23x15px\|border \|alt=Nova Zelanda\|link=Selecció de futbol de Nova Zelanda\|{{#if:\|]] | Dave Parkinson      |

| N. | Pos. | Nac. | Jugador         |
| -- | ---- | --- | --------------- |
| 20 | DEF  | [[Fitxer:Flag of New Zealand.svg\|23x15px\|border \|alt=Nova Zelanda\|link=Selecció de futbol de Nova Zelanda\|{{#if:\|]] | Adam Luque      |
| 21 | DEF  | [[Fitxer:Flag of New Zealand.svg\|23x15px\|border \|alt=Nova Zelanda\|link=Selecció de futbol de Nova Zelanda\|{{#if:\|]] | Raymond How     |
| 22 | DEF  | [[Fitxer:Flag of New Zealand.svg\|23x15px\|border \|alt=Nova Zelanda\|link=Selecció de futbol de Nova Zelanda\|{{#if:\|]] | Jordan Shaw     |
| 23 | DEF  | [[Fitxer:Flag of New Zealand.svg\|23x15px\|border \|alt=Nova Zelanda\|link=Selecció de futbol de Nova Zelanda\|{{#if:\|]] | Hone Fowler     |
| —  | MIG  | [[Fitxer:Flag of New Zealand.svg\|23x15px\|border \|alt=Nova Zelanda\|link=Selecció de futbol de Nova Zelanda\|{{#if:\|]] | Ricky Broderson |
| —  | DAV  | [[Fitxer:Flag of New Zealand.svg\|23x15px\|border \|alt=Nova Zelanda\|link=Selecció de futbol de Nova Zelanda\|{{#if:\|]] | Mark Jones      |
| —  | DEF  | [[Fitxer:Flag of New Zealand.svg\|23x15px\|border \|alt=Nova Zelanda\|link=Selecció de futbol de Nova Zelanda\|{{#if:\|]] | Tim Kautai      |
| —  | POR  | [[Fitxer:Flag of New Zealand.svg\|23x15px\|border \|alt=Nova Zelanda\|link=Selecció de futbol de Nova Zelanda\|{{#if:\|]] | Jason Mann      |
| —  | DEF  | [[Fitxer:Flag of New Zealand.svg\|23x15px\|border \|alt=Nova Zelanda\|link=Selecció de futbol de Nova Zelanda\|{{#if:\|]] | Byron Paulus    |
| —  | MIG  | [[Fitxer:Flag of Fiji.svg\|23x15px\|border \|alt=Fiji\|link=Selecció de futbol de Fiji\|{{#if:\|]]                        | Gurjeep Singh   |
| —  | DEF  | [[Fitxer:Flag of New Zealand.svg\|23x15px\|border \|alt=Nova Zelanda\|link=Selecció de futbol de Nova Zelanda\|{{#if:\|]] | Jessie Smith    |
| —  | DAV  | [[Fitxer:Flag of New Zealand.svg\|23x15px\|border \|alt=Nova Zelanda\|link=Selecció de futbol de Nova Zelanda\|{{#if:\|]] | Jarrod Young    |